# 8×4
8×4 („acht mal vier“) ist eine Marke der Beiersdorf AG.

## Geschichte
Beiersdorf entwickelte 1951 ein Deodorant, das speziell das Wachstum der schweißzersetzenden Bakterien hemmte. Die Neuentwicklung gelang vor allen Dingen durch den Wirkstoff Hexachlor-Dihydroxy-Diphenyl-Methan.
Intern wurde die Substanz als „B32“ (nach den 32 Buchstaben der Wirksubstanz) bezeichnet. Auf dieses Kürzel stieß der damalige Werbeleiter Juan Gregorio Clausen, als er nach einem griffigen Produktnamen für das neue Deodorant suchte. So entstand daraus der Name „8×4“, der als Markenzeichen eingetragen wurde.
8×4 erschien zunächst als „desodorierende Toiletten- und Badeseife“. 1952 wurde das 8×4-Puder auf den Markt gebracht, einige Jahre später folgten 8×4-Aerosolspray (1958, Sprühdosen), 8×4-Roller (1958), 8×4-Stift (1963) und 8×4-Schaumbad (1967). Heute ist 8×4 als Deo-Spray und Deo-Roll-On erhältlich.

## Duftnoten und Sorten
Sprays und Roll-ons für Frauen:
- Beauty
- Glam Up
- Lemon Rush
- Wild Flower
- Sweet Secret
- Lucky Lotus
- Heavenly

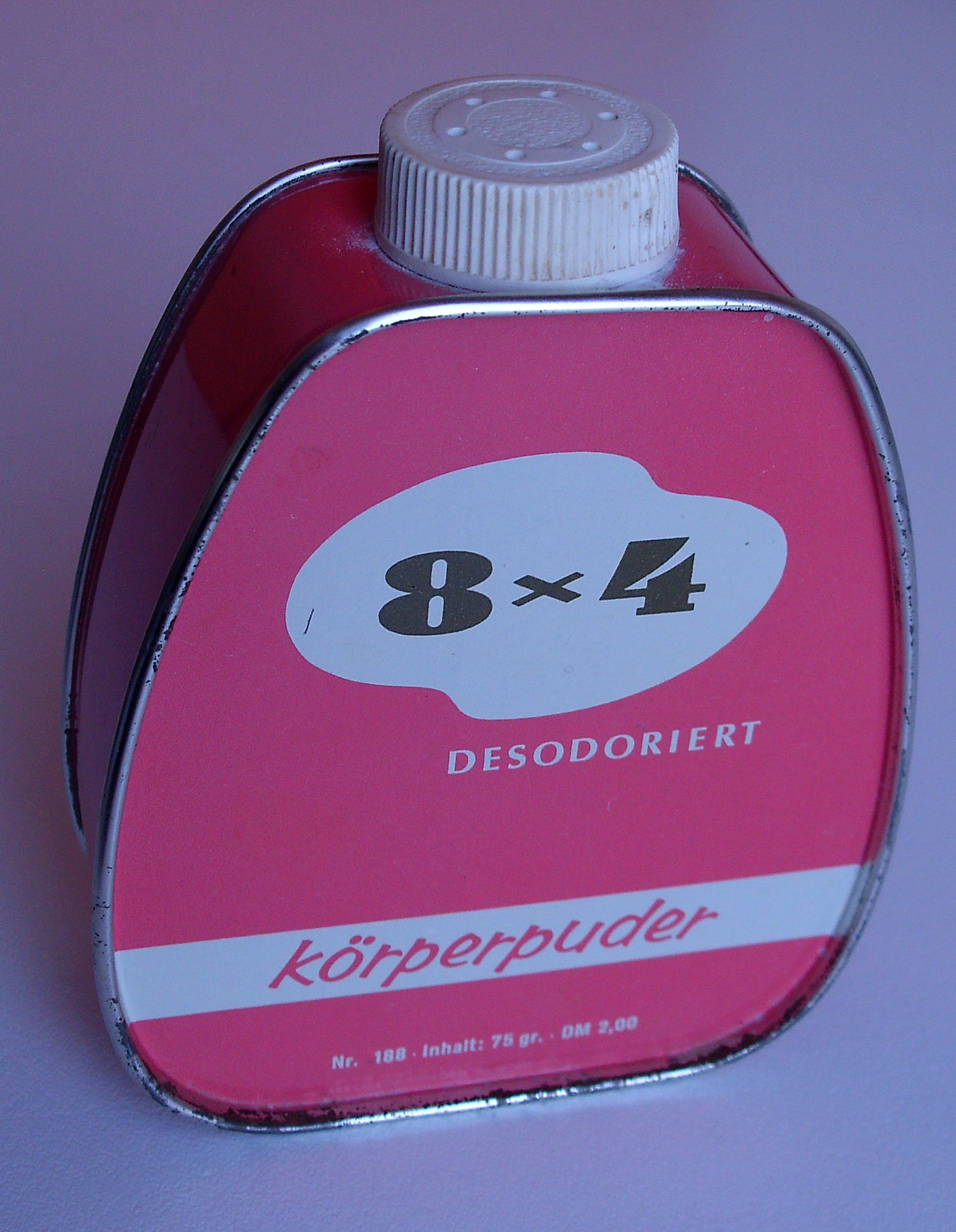
„8×4 Körperpuder“

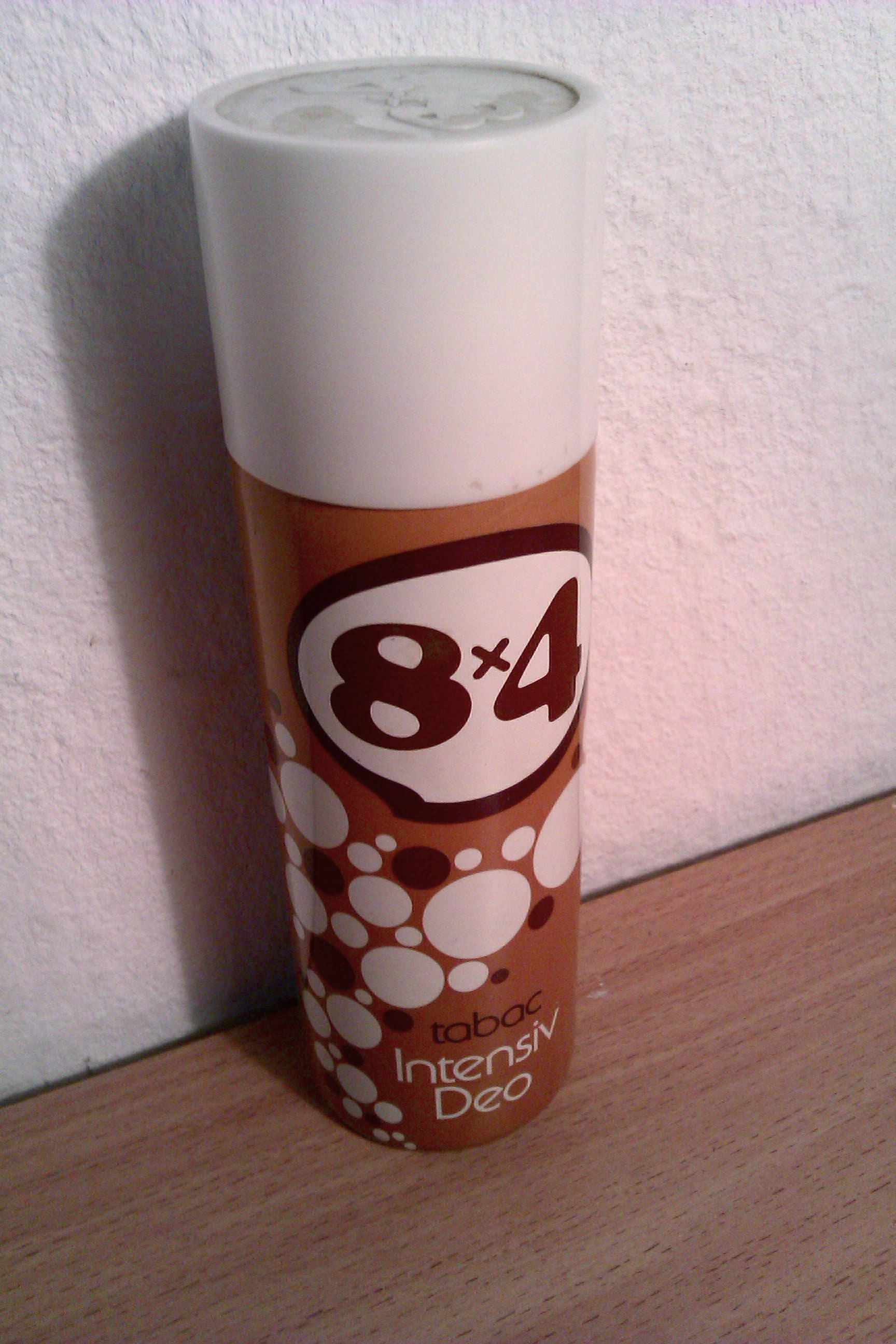
Retro-Deo 8×4 Tabac

- Mild & Sanft (ohne A + nur als Roll-on)
- Modern Charme (nur als Spray)
- Unity
- Endless Summer
- Break Free
- Pure
- Floral Breeze (nur als Spray)

Sprays und Roll-ons für Männer:
- Beast
- Urban Spirit
- Discovery (nur als Spray)
- Markant
- Maximum
- Xite (nur als Spray)
- Unity
- Wild Oak
- Dark Forest (nur als Spray)

### Frühere Duftnoten
Sprays:
- Satin Feeling
- Fresh Mango (Special Edition) – um 2000
- Centigrade (nur als Roll-on)
- Tabac Intensiv – 1980er Jahre
- Heavenly (Special Edition) (für Frauen) – nur 2010/11
- Break Free (Special Edition) (für Frauen) – nur 2010/11
- Soft Kiss (für Frauen) – bis 2011
- Party Fever (Special Edition + nur als Spray) (für Frauen) – nur 2011
- Endless Summer (Special Edition) (für Frauen) – nur 2011
- Steel Power (für Männer) – bis 2012
- Cherry Rock (für Frauen) – bis 2012
- Double Comfort (für Frauen) – bis 2012

### Duftnoten im Ausland
Sprays:
- Oriental – um 2000 – in den Niederlanden
- Centigrade
- Modern Charme (nur als Roll-on)
- Discovery (nur als Roll-on)